# Helmut Krohne

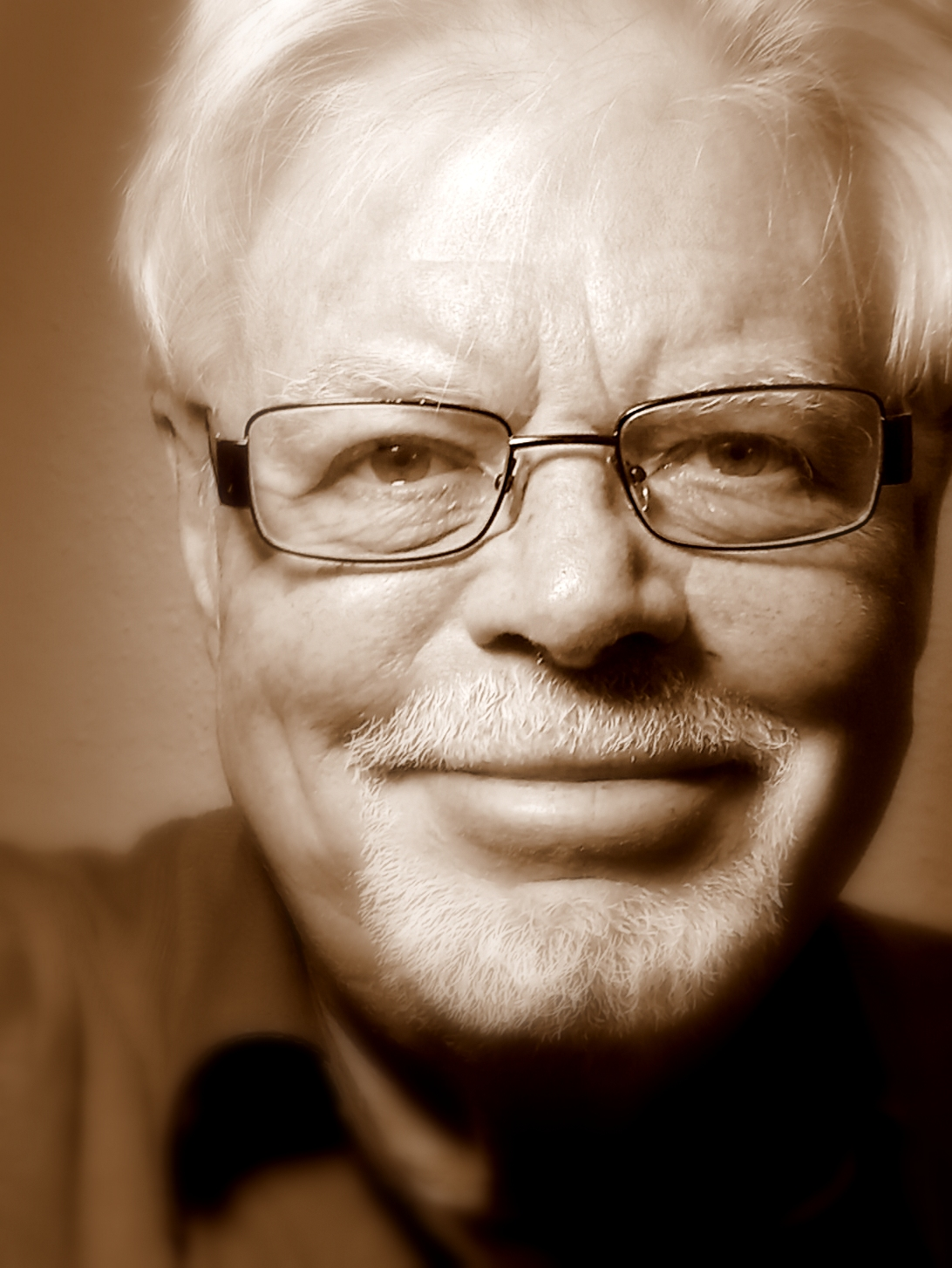
Helmut Krohne, 2022

Helmut Krohne (* 28. Januar 1953 in Hameln, Niedersachsen) ist ein deutscher Schriftsteller.

## Leben
Krohne unterrichtete bis zu seiner Pensionierung als Studiendirektor im berufsbildenden Schulwesen. In den 1970er und 1980er Jahren veröffentlichte er unter dem Pseudonym Peter Crohn eine Reihe von Science-Fiction-Erzählungen, davon zwei in Kollaboration mit Hans Joachim Alpers. Die Freundschaft mit Alpers blieb bis zu dessen Tod 2011 bestehen – Krohne verfasste den Nachruf.
Reiseführer über Osteuropa schrieb Krohne unter dem Pseudonym Achim Karona.Unter seinem Klarnamen schrieb Krohne Schulbücher, Sachbücher und Reiseberichte und verfasste Artikel und Kurzgeschichten für Zeitungen und Zeitschriften sowie Beiträge zur Sekundärliteratur der Science-Fiction.
Krohne war auch Mitglied im Werkkreis Literatur der Arbeitswelt und verfasste Beiträge zu Themen der Erinnerungskultur.

## Bibliografie
Romane
- als Peter Crohn mit Jörn de Vries: Duell mit Raumpiraten. Kelter (Gemini Science Fiction #15), 1976, DNB 201184729.
- als Peter Crohn mit Jörn de Vries: Magma Centauri. Kelter (Gemini Science Fiction #28), 1977, DNB 201206676.

Kurzgeschichten
- Huckinger Nächte. In: Werkkreis Literatur der Arbeitswelt (Hrsg.): Vertrauensleute berichten. Fischer Taschenbuch Verlag, Frankfurt/M. 1979, ISBN 3-596-22179-X.
- Von Stadt zu Stadt. In: Hans Joachim Alpers (Hrsg.): Metropolis brennt!. Moewig Science Fiction #3591, 1982, ISBN 3-8118-3591-2.
- Na prost! In: Thomas Le Blanc (Hrsg.): Eros. Goldmann Science Fiction #23417, 1982, ISBN 3-442-23417-4.
- Fire and Forget oder Die Übung. In: Hans Joachim Alpers (Hrsg.): Kopernikus 9. Moewig (Moewig Science Fiction #3618), 1983, ISBN 3-8118-3618-8.

Sachliteratur
- als Achim Karona: Polen und Sowjetunion. Reisen in Osteuropa, Band I, Bussesche Verlagshandlung, Herford 1980, ISBN 978-3-87120-807-2.
- als Achim Karona: Ungarn. Reisen in Osteuropa, Band II, Bussesche Verlagshandlung, Herford 1982, ISBN 978-3-87120-810-2.
- mit Klaus Hurrle und Hans Joachim Alpers: Schlemmerreise im Elsass : Ein kulinarischer Reiseführer. Bussesche Verlagshandlung, Herford 1984, ISBN 978-3-87120-809-6.
- Unsere Sprache im Beruf. Teil: Deutsch in der Grundstufe der Berufsschule. Bildungsverlag EINS, Stam, Troisdorf 1989, ISBN 3-8237-5855-1.
- Unsere Sprache im Beruf. Teil: Deutsch in der Fachstufen der Berufsschule. Bildungsverlag EINS, Stam, Troisdorf 1990, ISBN 3-8237-5875-6.
- Stell Dir vor : Phantastische Literatur: Science-fiction für den Unterricht. Stam, Köln & München 1990, ISBN 3-8237-5885-3.
- Unsere Sache: Politik: Ein Lern- und Arbeitsbuch mit fächerübergreifenden Handlungsideen. Stam, Köln u. a. 1995, ISBN 3-8237-5925-6.
- mit Klaus Richter und Petra Schuchard: Unsere Sprache im Beruf. 6. Auflage. Westermann Berufliche Bildung, Braunschweig 2011, ISBN 978-3-8237-5905-8.
- Wo sind die weißen Berge? Zeitzeugeninterview mit Dorothy Bergman -  Überlebende aus Bergen-Belsen. In: Museumsverein für Volkskunde, Kunst- und Landesgeschichte in Celle e.V. (Hrsg.): Celler Chronik 23. Celle 2016, ISSN 0177-719X, S. 231–236.
- Bergen-Belsen. Neuer Lernort M.B. 89. In: Museumsverein für Volkskunde, Kunst- und Landesgeschichte in Celle e.V. (Hrsg.): Celler Chronik 28. Celle 2021, ISSN 0177-719X, S. 152–156.